# 木工機械
木工機械（もっこうきかい）は、木材をきったり、削ったりするなどの加工して建材や家具などを製造するのに用いる産業機械全般を指す名称。

## 概要
木材が金属より弱い力で加工可能なことを生かすため、類似の加工を行う金属加工機械よりも主軸や送り装置なども高速であることが多い。
大工が用いる電気かんなや電動ドリルなどは電動工具とも呼ばれ、狭義の木工機械には含めまれない場合がある。

## 主な機械
- かんな盤
  - 仕上かんな盤
  - モルダー
- 丸のこ盤
- 帯のこ盤
- プレカット加工機
- フィンガジョインタ
- NCルータ
- 電動工具:マキタ,日立工機,京セラインダストリアルツールズなどが製造・販売
  - 電気かんな
  - 電動ドリル

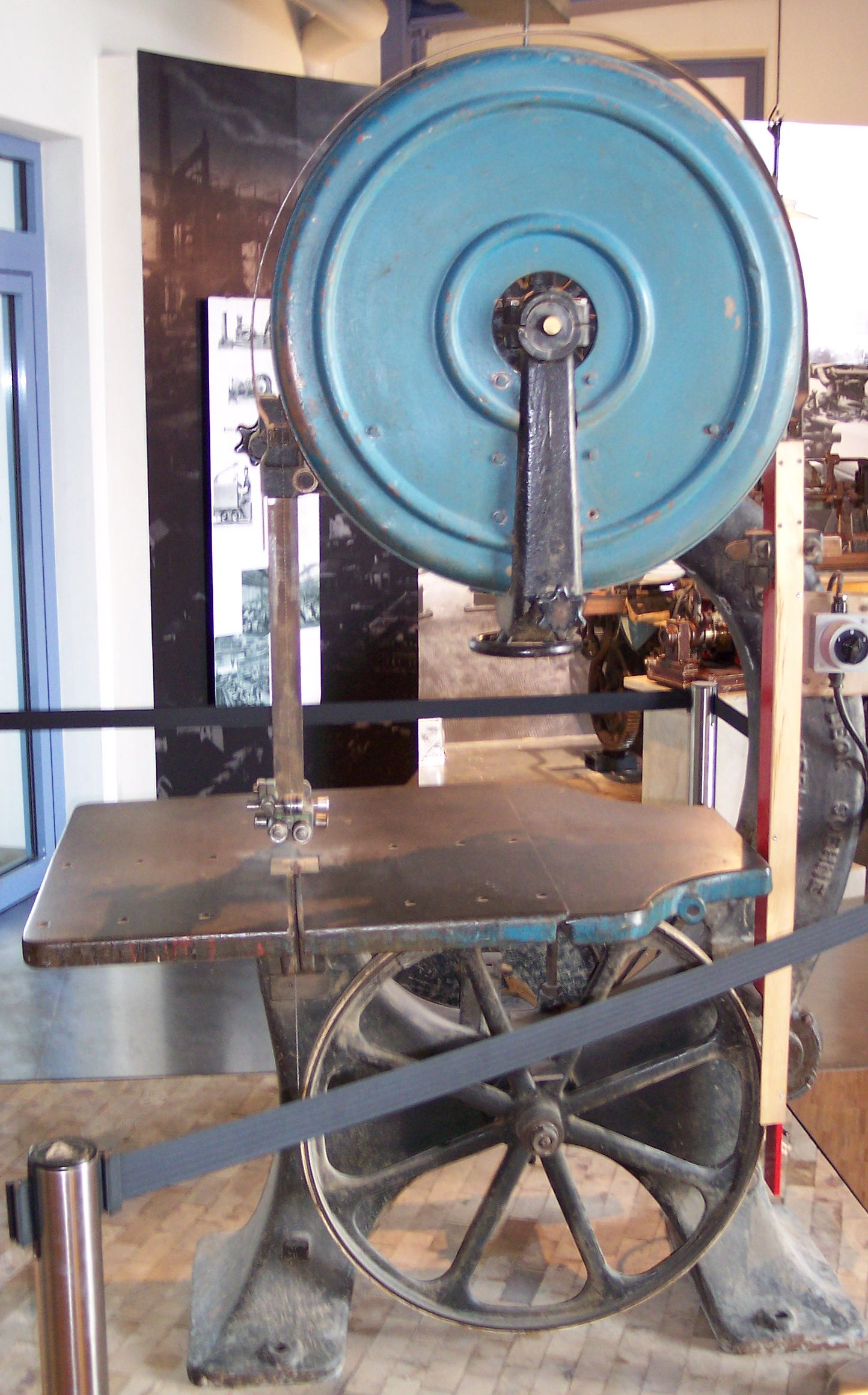
帯のこ盤
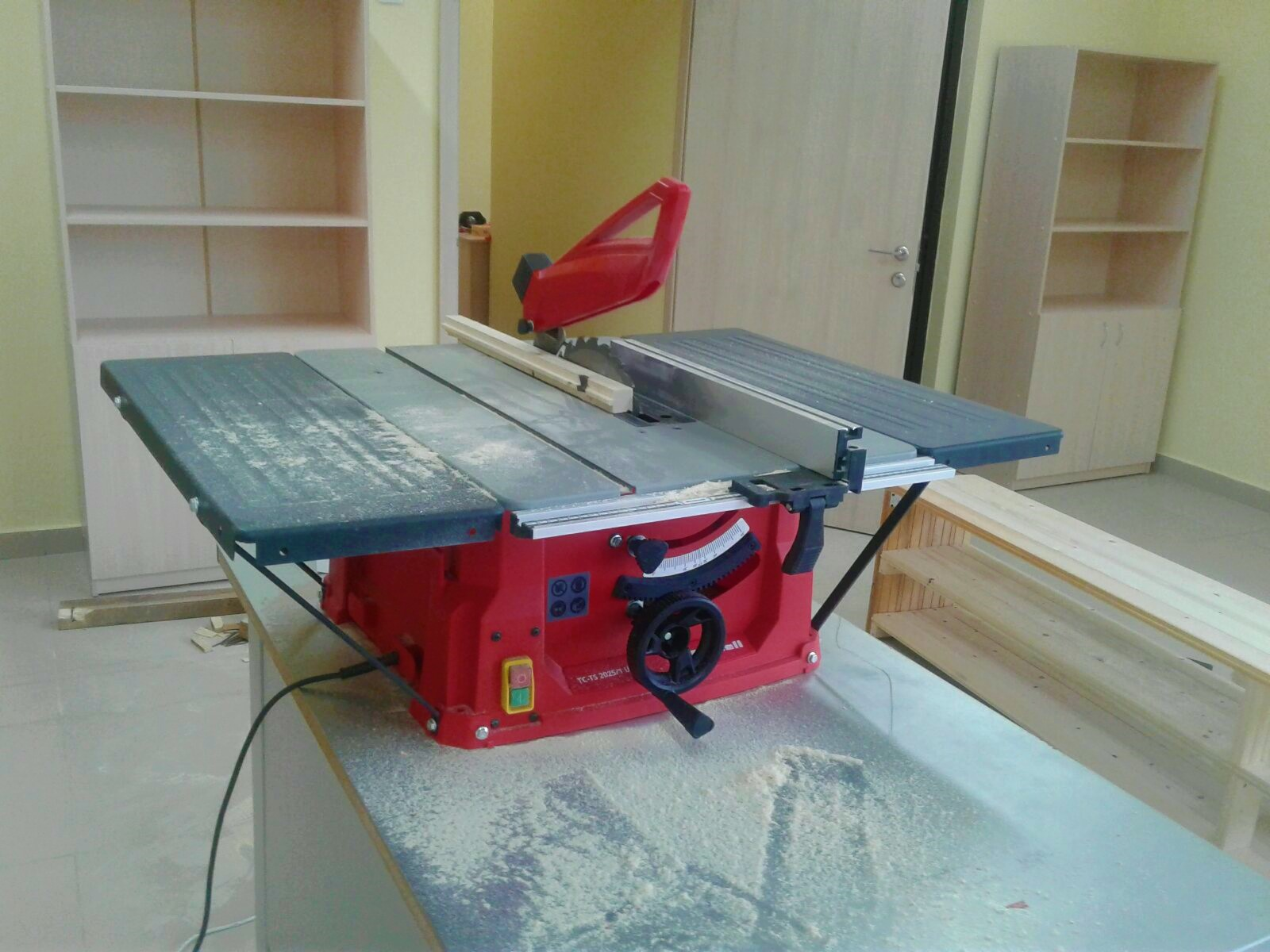
テーブルソー（en:Table saw）

## 主な業界団体・主要メーカー
- 日本木工機械工業会
  - キクカワエンタープライズ
  - 宮川工機
  - 飯田工業
  - 庄田鉄工
  - 平安コーポレーション
  - アミテック
  - 丸仲鐵工所
  - 橋本電機工業
  - 小林機械工業
  - シンクス
  - シーケイエス・チューキ
  - 富士鋼業
- ドイツ機械工業連盟（VDMA）[1]
- イタリア木工機械工業会（ACIMALL）[1]

## 主な国際木工機械展
- 日本木工機械展
- リグナ・ハノーバーメッセ - 世界最大の見本市[1]
- ミラノ木工機械展[1]
- アトランタ国際木工機器・家具資材展[1]